# Jacob Merckell
Jacob Merckell, född den 25 juli 1719 i Jakob o Johannes församling i Stockholm, död 1763, var en kunglig boktryckare i storfurstendömet Finland. Han var son till boktryckaren Henrik Christopher Merckell och Willemina Indebetou född i släkten Indebetou. Han ärvde ett tryckeri i Åbo av sin far och köpte 1750 ett andra.
Han döptes av magister Marcus Simming.

## Böcker tryckta hos J Merckell
- H A Löfvenskiöld: Ad magnum ducatum Finlandiae, .. (skrift på latin om kung Adolf Fredrik), 1752, tryckt vid Åbo akademi
- L H Backmann: Enfaldige spörsmåhl, nödige til catechismi .., 1759
- Åtskilliga avhandlingar vid Åbo kungliga akademi 1751–1760